# Jen Lilley
Jen Lilley, nata Jennifer Elizabeth Lilley (Roanoke, 4 agosto 1984), è un'attrice e cantante statunitense.
È famosa per aver interpretato Maxie Jones in General Hospital e di Theresa Donovan in Il tempo della nostra vita.

## Biografia
Jen Lilley è nata a Roanoke (Virginia), seconda di quattro fratelli, si è diplomata alla Cave Spring High School di Roanoke, e si è laureata magna cum laude presso l'Università della Virginia.

### Attrice
Nel 2007 si trasferisce a Los Angeles dove ottiene piccole parti per la televisione. Nel 2011, dopo la partecipazione al film muto The Artist (una produzione francese girata a Los Angeles), le viene affidato il ruolo di Maxie Jones, in sostituzione di Kirsten Storms, nella soap opera General Hospital, per un totale di 112 puntate.
Nel 2013 viene scritturata dai produttori della soap opera Il tempo della nostra vita (Days of Our Lives) nella parte di Theresa Donovan, ruolo che mantiene sino al 2016 e che riprende nel maggio-giugno 2018. Ritorna a Days nel 2023, per il funerale di Victor Kiriakis (tribute a John Aniston). Dal 2017 Jen Lilley è stata protagonista in vari film TV trasmessi da Hallmark Channel.

### Cantante
Nell'estate 2014 partecipa a un concerto di beneficenza organizzato dalla SoWeGa Performing Arts di Albany (Georgia). Nel 2015 pubblica il primo album natalizio Tinsel Time. Nel 2018 pubblica il singolo King of Hearts. Nel 2020 pubblica il nuovo album Hindsight, caratterizzato da suoni degli anni sessanta.

### Vita privata
Nel 2007, dopo tre anni di fidanzamento, ha sposato Jason Wayne di professione ingegnere. Oltre a supportare Childhelp, organizzazione non-profit volta a contrastare gli abusi verso i minori, hanno adottato due figli maschi nel 2017 e nel 2018, mentre nel 2019 è nata la loro figlia Julie Evangeline.

## Filmografia

### Cinema
- Head Over Spurs in Love, regia di Ana Zins (2011)
- The Artist, regia di Michel Hazanavicius (2011)
- The Olivia Experiment, regia di Sonja Schenk (2012)
- Amore per finta (One Small Hitch), regia di John Burgess (2013)
- Revelation Road: The Beginning of the End, regia di Gabriel Sabloff (2013)
- Il libro di Ester (The Book of Esther), regia di David A.R. White (2013)
- Revelation Road 2: The Sea of Glass and Fire, regia di Gabriel Sabloff (2013)
- Turn Around Jake, regia di Jared Isham (2014)
- Where Are You, Bobby Browning?, regia di Marc A. Hutchins (2016)
- Crossing Streets, regia di Marc A. Hutchins (2016)
- Vuoi cucinare con me? (Off the Menu), regia di Jay Silverman (2018)
- Doppio ricatto, doppio inganno (Twin Betrayal), regia di Nadeem Soumah (2018)

### Televisione
- Hannah Montana - serie TV, episodio La miglior nemica (2007)
- Due uomini e mezzo (Two and a Half Men) - serie TV, episodio Il paese dei balocchi (2008)
- Ingles Ya! - serie TV, 19 episodi (2008)
- Criminal Minds - serie TV, episodio L'enucleatore (2009)
- Castle - serie TV, episodio Viaggio nel tempo (2010)
- Le regole dell'amore (Rules of Engagement) - serie TV, episodio La coppia di successo (2011)
- Disaster Date - serie TV, 18 episodi (2011)
- IParty con Victorious (iParty with Victorious), regia di Steve Hoefer – film TV (2011)
- General Hospital - serie TV, 112 episodi (2011-2012)
- The Zoo, regia di Jay Silverman - film TV (2012)
- Petty Offense, regia di Sebastian Davis - film TV (2012)
- The Crazy Ones - serie TV, episodio Lezioni di guida (2013)
- Il tempo della nostra vita - soap opera, 466 episodi (2013-2016, 2018, 2023)
- Incontri a Los Angeles e altri miti urbani - serie TV, 8 episodi (2014)
- Youthful Daze - serie TV, 48 episodi (2014-2015)
- Lo spirito del Natale (The Spirit of Christmas), regia di David Jackson - film TV (2015)
- The Encounter - serie TV, episodio Just Believe (2016)
- Grey's Anatomy - serie TV, episodio Non faccio miracoli (2016)
- Per amore di mia figlia (Mommy, I Didn't Do It), regia di Richard Gabai - film TV (2017)
- Un pizzico di amore (A Dash of Love), regia di Christie Will Wolf - film TV (2017)
- Mangia, gioca, ama (Eat, Play, Love), regia di Christie Will Wolf - film TV (2017)
- Il frutto dell'amore (Harvest Love), regia di Christie Will Wolf - film TV (2017)
- Un matrimonio inaspettato (The Wedding Do Over), regia di W.D. Hogan - film TV (2018)
- Snatched, regia di Brian Skiba - film TV (2018)
- Sì, lo voglio (Yes, I Do), regia di Christie Will Wolf - film TV (2018)
- (App)untamento per Natale (Mingle All the Way), regia di Allan Harmon - film TV (2018)
- Winter Love Story, regia di T. W. Peacocke (2019)
- Innamorarsi a Parigi (A Paris Romance), regia di Alex Zamm - film TV (2019)
- Cuccioli in festa (Love Unleashed), regia di Christie Will Wolf - film TV (2019)
- Amore ogni giorno (Love on Repeat), regia di Peter Foldy - film TV (2019)
- Ritorno ad Angel Falls (Angel Falls: A Novel Holiday), regia di Jonathan Wright (2019)
- USS Christmas, regia di Steven R. Monroe (2020)
- Baci di neve (Snowkissed), regia di Jeff Beesley - film TV (2021)
- Un amore da copione (A Little Daytime Drama), regia di Heather Hawthorn Doyle - film TV (2021)
- Royally Wrapped for Christmas, regia di T.W. Peacocke - film TV (2021)
- Where Your Heart Belongs, regia di Christie Will Wolf - film TV (2022)
- B&B Merry, regia di Paula Elle - film TV (2022)
- Valzer di Natale a Parigi,  (Paris Christmas Waltz), regia di Michael Damian - film TV (2023)

## Doppiatrici italiane
Nelle versioni in italiano delle opere in cui ha recitato, Jen Lilley è stata doppiata da:
- Perla Liberatori in Innamorarsi a Parigi, Il frutto dell'amore, (App)untamento per Natale
- Lavinia Paladino in Baci di neve, Valzer di Natale a Parigi
- Veronica Puccio in Criminal Minds
- Alessandra Sani ne Lo spirito del Natale
- Elisa Giorgio in Amore ogni giorno
- Letizia Ciampa in Grey's Anatomy
- Valentina Mari in Sì, lo voglio
- Gaia Bolognesi in Scrivi sempre con il cuore
- Maria Letizia Scifoni in Cuccioli in festa
- Federica De Bortoli in Doppio ricatto, doppio inganno
- Anna Maria Laviola in Natale tutto incluso
- Elena Perino in Un pizzico d'Amore
- Gaia Bolognesi in Ritorno ad Angel Falls

## Discografia

### Album
- 2015 - Tinsel Time (Robo Records)
- 2020 - Hindsight

### Singoli
- 2014 - Baby It's Cold Outside (Manhattan Avenue Jazz), con Eric Martsolf
- 2018 - King of Hearts
- 2020 - On the Street Where You Live